# Elisabet d'Anhalt-Zerbst
Elisabet d'Anhalt-Zerbst (en alemany Elisabeth von Anhalt) va néixer a Zerbst (Alemanya) el 15 de setembre de 1563 i va morir a Crossen el 8 de novembre de 1607. Era una princesa d'Anhalt, filla de Joaquim Ernest d'Anhalt (1536−1585) i d'Agnès de Barby (1540-1569).

## Matrimoni i fills
El 6 d'octubre de 1577 es va casar al palau de Letzlingen amb el duc de Prússia Joan Jordi II Brandenburg (1525-1598), fill de Joaquim Hèctor II de Brandenburg (1505-1571) i de la duquessa Magdalena de Saxònia (1507-1534). El seu marit era gairebé 40 anys més gran que ella, 16 anys més jove que el seu fillastre Frederic Joaquím. Elisabet va portar com a dot, a part d'una considerable suma de diners, la ciutat de Crossen més el districte i la ciutat de Züllichau i el senyoriu de Bobrowice. D'aquest matrimoni van néixer els següents fills:
- Cristià (1581-1655), casat amb Maria Hohenzollern de Prússia (1579-1649).
- Magdalena (1582-1616), casada amb Lluís V de Hessen-Darmstadt (1577-1626).
- Joaquim Ernest (1583-1625), casat amb Sofia de Solms-Laubach (1594-1651).
- Agnès (1584-1629), casada primer amb el duc Felip Juli de Pomerània (1584-1625), i després amb el duc Francesc Carles de Saxònia-Lauenburg (1594-1660).
- Frederic (1588-1611)
- Elisabet Sofia (1589-1629), casada primer amb Janusz Radziwiłł (1579-1620) i després amb el duc Juli Enric de Saxònia-Lauenburg (1586-1665).
- Dorotea Sibil·la (1590-1625), casada amb el duc Joan Cristià de Brieg (1591-1639).
- Jordi Albert (1591-1615)
- Segimon (1592-1640)
- Joan (1597-1627)
- Joan Jordi (1598-1637)